# WAGO
Die Wago GmbH & Co. KG (Eigenschreibweise: WAGO) ist ein deutsches Unternehmen mit Sitz in der ostwestfälischen Stadt Minden in Nordrhein-Westfalen. WAGO fertigt Komponenten für die elektrische Verbindungstechnik sowie elektronische Bauteile für die Automatisierungstechnik.
Die Wago GmbH & Co. KG befindet sich im Besitz der Wago Holding GmbH, Minden (80 %) und der Wago Contact S.A. mit Sitz im schweizerischen Domdidier (20 %).
Sie ist Weltmarktführer in der Federklemmtechnik. Die von WAGO entwickelten Federkraftklemmen gelten als Industriestandard.

## Geschichte
Die Geschichte von WAGO begann 1951, als die Schwäger Heinrich Nagel und Friedrich Hohorst ein Patent für Federklemmtechnik von den Berliner Erfindern Wagner und Olbricht kauften (Patent Nr. 838778). Dazu erwarben sie auch Bauteile für eine erste Montagecharge. Am 27. April 1951 gründeten Nagel und Hohorst in Minden die WAGO Klemmenwerk GmbH. Benannt ist das Unternehmen nach den Erfindern Wagner und Olbricht.
Im gleichen Jahr stellte WAGO bereits die ersten Federklemmen auf der Hannover Messe vor. Zu Beginn war das Federklemmprinzip jedoch technisch noch nicht ausgereift, so brachen die Federn und die Gehäuse sehr leicht. Es waren einige Jahre der Weiterentwicklung erforderlich, bevor sich das Produkt durchsetzte. 1961 stieg Wolfgang Hohorst, Sohn des Gründers Friedrich Hohorst, in das Unternehmen ein. Wichtige Entscheidungen waren in der Folgezeit die Umstellung des Materials der Klemmengehäuse (von Duroplast auf Polyamid 6.6) im Jahr 1966 und die Entwicklung weiterer Komponenten wie Steckverbinder und lötbare Klemmen für Leiterplatten, die den Einstieg in die Leuchtenindustrie ermöglichte, sowie vor allem die Einführung der Dosenklemme für die Nutzung in der Elektroinstallation 1974. 1975 stieg das englische Unternehmen Bowthorpe Electric als Gesellschafter in das Unternehmen ein. Es wurden in dieser Zeit Niederlassungen in Frankreich (1971), der Schweiz (1977), Österreich und den USA (beide 1979) gegründet.

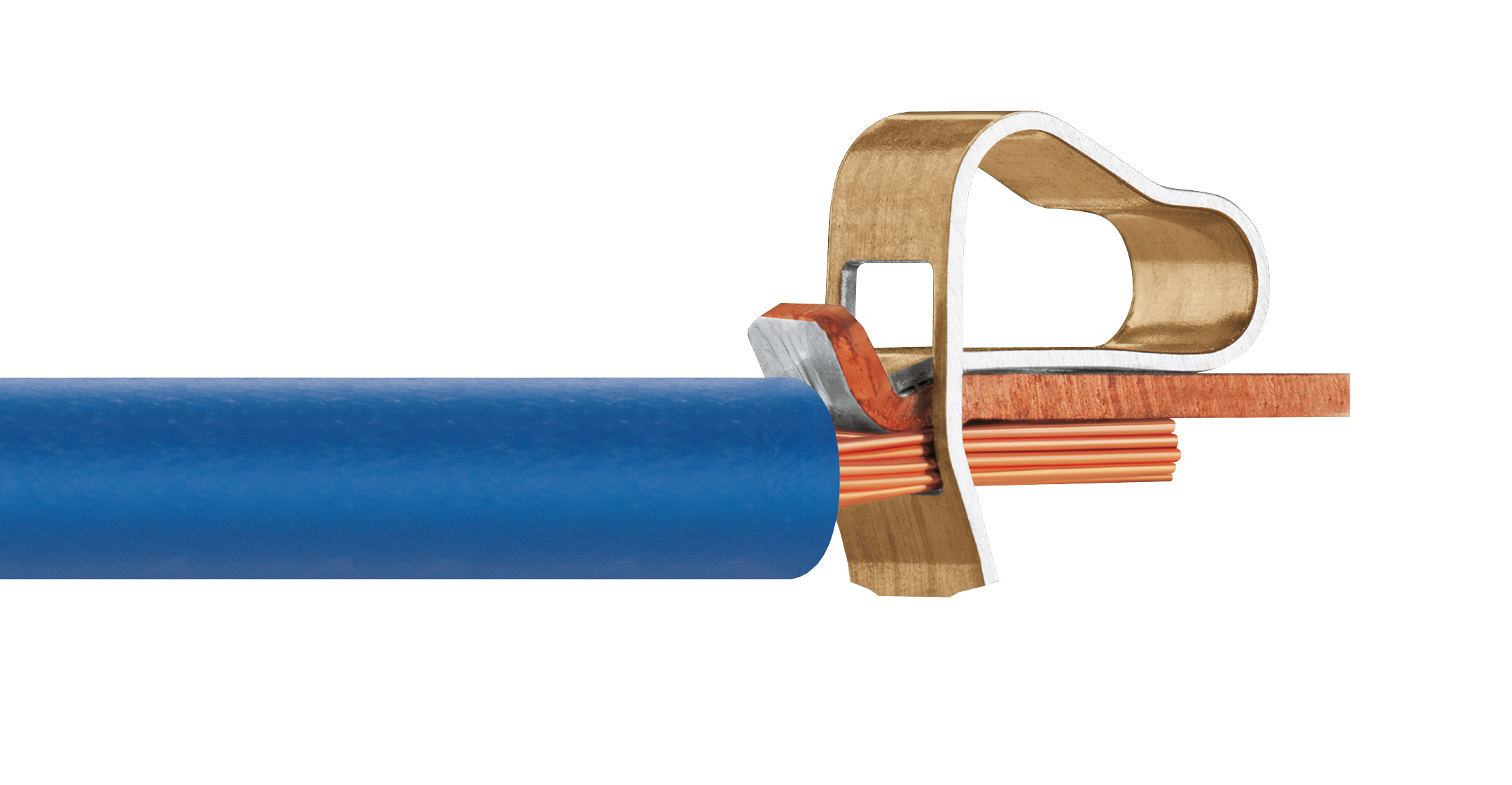
„Cage Clamp“ Federkraftklemme von WAGO

Mit der Entwicklung der Federkraftklemme (Käfigzugfeder) unter dem Produktnamen Cage Clamp im Jahr 1977 gelang schließlich der „Durchbruch“, noch vor Markteinführung wurden die ersten 30.000 Stück verkauft. Die Klemmen wurden unter anderem in Leuchten und Relais verbaut und verbreiteten sich in den 1980er Jahren. Sie sind mittlerweile industrieller Standard und auch als WAGO-Klemmen bekannt.
Nach der Wende entstand im thüringischen Sondershausen ab 1990 ein neues Werk, das 1991 mit lediglich vier Mitarbeitern in der ehemaligen Kantine der Kali-Südharz AG mit der Produktion startete. Das Werk wuchs schnell und wurde 1999 um ein Logistikzentrum erweitert, das in der Folge mehrfach vergrößert wurde
In den 1990ern erfolgte der Einstieg in den Markt für Komponenten für die Automatisierungstechnik. In dieser Zeit wurden weltweit zahlreiche Gesellschaften und Standorte eröffnet.
2001, zum 50. Jahrestag der Unternehmensgründung, hatte WAGO etwa 2000 Mitarbeiter. Im Jahr 2003 wurden die Unternehmensanteile von Spirent PLC (ehemals Bowthorpe) zurückgekauft, damit war WAGO wieder ein hundertprozentiges Familienunternehmen. In den 2000ern wurden die Klemmen stetig für neue Nutzungen weiterentwickelt, zudem schritt die weltweite Expansion voran. Als ein „Meilenstein“ gilt beispielsweise das 2010 eingeführte besonders kompakte Steckverbindersystem picoMAX mit glasfaserverstärktem Kunststoff.
2010 verließ Wolfgang Hohorst († 2022) das Unternehmen nach 47 Jahren als Geschäftsführer und übergab die Leitung seinem Sohn Sven Hohorst in dritter Generation.
Zum 1. Januar 2021 zog sich Sven Hohorst aus dem operativen Geschäft zurück und wechselte in den Beirat.

## Produkte
WAGO produziert im Bereich Verbindungstechnik verschiedene Arten von Verbindungsklemmen. Der Geschäftsbereich Interface-Elektronik umfasst Bauteile wie beispielsweise Messwandler, Netzgeräte oder Relais für den Anlagenbau. Dazu kommen Komponenten der Automatisierungstechnik wie Steuergeräte und Sensorik.
Auch Systemgesamtlösungen werden angeboten, diese umfassen Beratung, Entwicklung von Hard- und Software und Serviceleistungen.
Produkte von WAGO werden unter anderem in der Automobilindustrie, der Gebäude- und Leuchtentechnik sowie im Maschinen- und Anlagenbau eingesetzt.

## Unternehmensstruktur und Standorte
Der Stammsitz der WAGO Gruppe befindet sich in Minden. Dort sind neben der Produktion auch die Entwicklung, die Verwaltung und ein Kundencenter angesiedelt. Etwa 3.400 Mitarbeiter sind in Minden beschäftigt. Im thüringischen Sondershausen steht eine weitere Produktionsstätte und das Logistikzentrum mit insgesamt circa 1000 Mitarbeitern.
Weitere Produktionsstandorte sind Wroclaw (Polen), Domdidier (Schweiz),
Germantown (Wisconsin, USA), Noida (Indien),
Tianjin (China), Tokio (Japan) und Tremblay-en-France (Frankreich). Dazu kommen Vertretungen in mehr als 80 Ländern.
Zur WAGO Gruppe gehören 22 Vertriebsgesellschaften und die Unternehmen WAGO Electronics (Stromversorgungen), M&M Software (Softwarelösungen), Bisontec (Montageautomation), Bauer Systeme (Handlingsysteme für den Schaltschrankbau) und WAGO Solutions (Consulting und kundenspezifische Lösungen). WAGO befindet sich im Besitz der Familie Hohorst.
1998 gründete Wolfgang Hohorst die WAGO-Stiftung, die das Ziel hatte, die Aus- und Weiterbildung von technikinteressierten Jugendlichen zu fördern und diese mit Experten aus der Branche zu vernetzen. Seit 2019 ist Christian Hohorst, Sohn des Gründers, der Vorstandsvorsitzende der Stiftung.